# جريمة قتل كيتي جينوفيزي

كاثرين سوزان «كيتي» جينوفيزي (يوليو7، 1935 – مارس13، 1964) هي إمراة من مدينة نيويورك طعنت حتى الموت خارج شقتها في كيو جاردنز، كوينز، حي في بلدة كوينز في نيويورك، في 13 مارس، 1964.
نقل تقرير الجريمة في صحفية نيويورك تايمز إحساس عدم المبالاة من الجيران الذين لم يقدموا المساعدة لكاثرين؛ ربما وجد ثمانية وثلاثون أو سبعة وثلاثون من الشهود أو رأى الحادثة أو سمع الهجوم ولم يستدعِ الشرطة. وأثار هذا الحادث أبحاث أصبحت تعرف باسم تأثير المتفرجين أو «متلازمة جينو فيزة».
تم إلقاء القبض على وينستون موسلي، وهو مواطن من مانهاتن يبلغ من العمر 29 عامًا، أثناء عملية سطو منزل بعد ستة أيام من الجريمة. بينما كان في الحجز، اعترف بقتل جينوفيزي. في محاكمته، وجد موسيلي مذنبا بالقتل وحكم عليه بالإعدام. تم تخفيض هذه العقوبة في وقت لاحق إلى السجن مدى الحياة. توفي موسلي في السجن في 28 مارس 2016، عن عمر يناهز 81 عامًا، بعد أن خدم 52 عامًا.